# One More Night (canción de Maroon 5)
«One More Night» es una canción interpretada por la banda estadounidense de música pop Maroon 5. La canción fue lanzada el 19 de junio de 2012, como el segundo sencillo de su cuarto álbum de estudio Overexposed. Fue escrita por Adam Levine, Shellback, Max Martin y Savan Kotecha. Se trata de una canción pop con una fuerte influencia de reggae. Líricamente, habla de una infidelidad con alguien y la esperanza de que solo se queda con ella «una noche más».
La canción recibió reseñas en su mayoría favorables de los críticos de música. La mayoría de ellos felicitó a la influencia del reggae en la pista, la voz de Levine y la calificó de «pegadiza canción de verano». Sin embargo, algunos críticos perciben una falta de identidad y criticó a la melodía de la canción.
El vídeo musical dirigido por Peter Berg, el cual se grabó el 20 de abril de 2012 y fue estrenado el 25 de junio de 2012. En el video, Levine se convierte en un boxeador, quien trabaja para ayudar a su novia y a su bebé. A medida que el cantante pasa tiempo de entrenamiento para una gran pelea, lucha por permanecer cerca de su novia mientras cría a su hija. A pesar de que parece decidido, su pareja parece preocupado por su profesión sangrienta y la estabilidad financiera de su hija, y las cosas toman un giro lamentable, doloroso para el final del vídeo. La actriz que encarna a la novia de Levine en el vídeo es la actriz Minka Kelly.
La canción debutó en el n.º 42 en el Billboard Hot 100 al que semanas después logró llegar hasta el puesto n.º 1, en el que se mantiene por 22 semanas consecutivas, mientras que debutó en el n.º 27 en el Canadian Hot 100, al que luego logró llegar al puesto número 2. La banda interpretó la canción por primera vez el 29 de junio de 2012 en el serial de conciertos del programa de televisión The Today Show.

## Antecedentes y composición
Tras el éxito de "Payphone", la banda anunció que" One More Night "iba a ser lanzado como el segundo sencillo de su álbum "Overexposed" el 19 de junio de 2012.
La canción se basa en la idea de la presión por excelencia y afloja entre lo que el corazón, la mente y el cuerpo quiere, que suelen oponerse a las cosas. Se inicia con Adam Levine, "ooh-ooh-ooh-ooh", subrayó por un ritmo de reggae. "Tú y yo vamos duro | seguimos tirando cosas y golpeando la puerta", Levine canta y luego anima la declaración diciendo:" ¡Echa un vistazo a decir que 'no, pero mi cuerpo sigue diciendo que 'sí' ", lamentándose de no ser capaz de resistirse a los encantos sensuales de una persona adictiva. El coro se encuentra Levine hechizado por alguien que él sabe que no debe ser así:
"Así que cruzó mi corazón y espero morir | que yo sólo me quedaré contigo una noche más | Y sé que lo dije un millón de veces | pero yo sólo me quedo una noche más ".
En cuanto al tema de la canción, Amy Sciaretto de "Crush Pop" se define de la pista:

## Posicionamiento en listas
| Listas (2012)                              | Mejor posición |
| ------------------------------------------ | -------------- |
| Alemania (Offizielle Deutsche Charts)      | 17             |
| Australia (ARIA)                           | 2              |
| Austria (Ö3 Austria Top 40)                | 8              |
| Bélgica (Flandes) (Ultratop 50)            | 16             |
| Bélgica (Valonia) (Ultratop 50)            | 15             |
| Bulgaria (IFPI)                            | 1              |
| Canadá (Canadian Hot 100)                  | 2              |
| Corea del Sur (Gaon Chart)                 | 1              |
| Dinamarca (Tracklisten)                    | 8              |
| Escocia (Scottish Singles Sales Chart)     | 7              |
| España (Top 100 Canciones)                 | 25             |
| Estados Unidos (Billboard Hot 100)         | 1              |
| Estados Unidos (Mainstream Top 40)         | 1              |
| Estados Unidos (Adult Top 40)              | 1              |
| Estados Unidos (Adult Contemporary)        | 2              |
| Finlandia (OFC)                            | 2              |
| Francia (SNEP)                             | 9              |
| Hungría (Rádiós Top 40)                    | 8              |
| Irlanda (IRMA)                             | 16             |
| Israel (Media Forest)                      | 3              |
| Italia (FIMI)                              | 13             |
| Japón (Japan Hot 100)                      | 47             |
| Nueva Zelanda (Recorded Music NZ)          | 1              |
| Noruega (VG-lista)                         | 9              |
| Países Bajos (Dutch Top 40)                | 15             |
| Países Bajos (Mega Single Top 100)         | 23             |
| Polonia (Polish Airplay Top 100)           | 5              |
| Reino Unido (UK Singles Chart)             | 8              |
| República Checa (Rádio Top 100)            | 3              |
| Sudáfrica (Mediaguide)                     | 2              |
| Suecia (Sverigetopplistan)                 | 5              |
| Suiza (Schweizer Hitparade)                | 11             |
| Venezuela Pop Rock General (Record Report) | 4              |